# Umaglesi Liga 1996-1997
L'Umaglesi Liga 1996-1997 è stata l'ottava edizione della massima serie del campionato georgiano di calcio. La stagione è iniziata il 1º agosto 1996 e si è conclusa il 30 maggio 1997. La Dinamo Tbilisi ha vinto il campionato per l'ottava edizione consecutiva.

## Stagione

### Novità
Dalla Umaglesi Liga 1995-1996 sono stati retrocessi l'Egrisi Senaki e il Duruji Q'vareli, mentre dalla Pirveli Liga sono stati promossi il Merani-91 Tbilisi e il Samgurali Ts'q'alt'ubo.

Inoltre, la Dinamo Zugdidi ha cambiato denominazione in Odishi Zugdidi.

### Formula
Le 16 squadre partecipanti si sono affrontate in un girone all'italiana con partite di andata e ritorno, per un totale di 30 giornate. La squadra prima classificata è stata dichiarata campione di Georgia ed ammessa al primo turno preliminare della UEFA Champions League 1997-1998. La seconda classificata veniva ammessa al turno preliminare della Coppa UEFA 1997-1998. La terza classificata veniva ammessa alla Coppa Intertoto 1997. La squadra vincitrice della coppa nazionale veniva ammessa al turno preliminare della Coppa delle Coppe 1997-1998. Le ultime tre classificate venivano retrocesse in Pirveli Liga.

### Avvenimenti
Nel corso della pausa invernale lo Shevardeni-1906 ha cambiato denominazione in STU Tbilisi.

## Squadre partecipanti
| Club                   | Città        | Stagione 1995-1996                                        |
| ---------------------- | ------------ | --------------------------------------------------------- |
| Dila Gori              | Gori         | 8º posto in Umaglesi Liga                                 |
| Dinamo Batumi          | Batumi       | 6º posto in Umaglesi Liga                                 |
| Dinamo Tbilisi         | Tbilisi      | Campione di Georgia                                       |
| Guria Lanchkhuti       | Lanchkhuti   | 13º posto in Umaglesi Liga                                |
| Iveria Khashuri        | Khashuri     | 10º posto in Umaglesi Liga                                |
| Kakheti Telavi         | Telavi       | 14º posto in Umaglesi Liga                                |
| K'olkheti-1913 Poti    | Poti         | 3º posto in Umaglesi Liga                                 |
| Margveti Zest'aponi    | Zestaponi    | 2º posto in Umaglesi Liga                                 |
| Merani-91 Tbilisi      | Tbilisi      | 1º posto in Pirveli Liga gruppo est                       |
| Met'alurgi Rustavi     | Rustavi      | 5º posto in Umaglesi Liga                                 |
| Odishi Zugdidi         | Zugdidi      | 11º posto in Umaglesi Liga (come Dinamo Zugdidi)          |
| Samgurali Ts'q'alt'ubo | Ts'q'alt'ubo | 1º posto in Pirveli Liga gruppo ovest                     |
| Samt'redia             | Samtredia    | 4º posto in Umaglesi Liga                                 |
| Sioni Bolnisi          | Bolnisi      | 9º posto in Umaglesi Liga                                 |
| STU Tbilisi            | Tbilisi      | 12º posto in Umaglesi Liga (come Shevardeni-1906 Tbilisi) |
| Torpedo Kutaisi        | Kutaisi      | 7º posto in Umaglesi Liga                                 |

## Classifica finale
|  | Pos. | Squadra                | Pt | G  | V  | N  | P  | GF  | GS | DR  |
|  | ---- | ---------------------- | -- | -- | -- | -- | -- | --- | -- | --- |
|  | 1.   | Dinamo Tbilisi         | 81 | 30 | 26 | 3  | 1  | 101 | 23 | +78 |
|  | 2.   | K'olkheti-1913 Poti    | 64 | 30 | 20 | 4  | 6  | 75  | 28 | +47 |
|  | 3.   | Dinamo Batumi          | 62 | 30 | 18 | 8  | 4  | 71  | 22 | +49 |
|  | 4.   | Merani-91 Tbilisi      | 60 | 30 | 18 | 6  | 6  | 53  | 28 | +25 |
|  | 5.   | T'orp'edo Kutaisi      | 46 | 30 | 14 | 4  | 12 | 70  | 58 | +12 |
|  | 6.   | Odishi Zugdidi         | 40 | 30 | 13 | 1  | 16 | 51  | 57 | -6  |
|  | 7.   | Margveti Zest'aponi    | 38 | 30 | 12 | 2  | 16 | 44  | 66 | -22 |
|  | 8.   | Dila Gori              | 37 | 30 | 10 | 7  | 13 | 30  | 39 | -9  |
|  | 9.   | Sioni Bolnisi          | 36 | 30 | 10 | 6  | 14 | 30  | 39 | -9  |
|  | 10.  | Met'alurgi Rustavi     | 35 | 30 | 11 | 2  | 17 | 44  | 57 | -13 |
|  | 11.  | Samgurali Ts'q'alt'ubo | 35 | 30 | 10 | 5  | 15 | 35  | 54 | -19 |
|  | 12.  | STU Tbilisi            | 34 | 30 | 8  | 10 | 12 | 37  | 40 | -3  |
|  | 13.  | Guria Lanchkhuti       | 33 | 30 | 10 | 3  | 17 | 33  | 63 | -30 |
|  | 14.  | Samt'redia (-5)        | 26 | 30 | 9  | 4  | 17 | 31  | 57 | -26 |
|  | 15.  | Kakheti Telavi (-5)    | 26 | 30 | 10 | 1  | 19 | 29  | 66 | -37 |
|  | 16.  | Iveria Khashuri        | 21 | 30 | 5  | 6  | 19 | 24  | 61 | -37 |

Legenda:
      Campione di Georgia e ammesso alla UEFA Champions League 1997-1998
      Ammesso alla Coppa UEFA 1997-1998
      Ammesso alla Coppa delle Coppe 1997-1998
      Ammessa alla Coppa Intertoto 1997
      Retrocesse in Pirveli Liga 1997-1998
Note:
Tre punti a vittoria, uno a pareggio, zero a sconfitta.
Il Samt'redia e il Kakheti Telavi hanno scontato 5 punti di penalizzazione.

## Risultati
|                        | DiT  | Kol  | DiB  | Mer  | Tor  | Odi  | Mar  | Dil  | Sio  | Met  | SaT  | STU  | Gur  | Sam  | Kak  | Ive  |
| ---------------------- | ---- | ---- | ---- | ---- | ---- | ---- | ---- | ---- | ---- | ---- | ---- | ---- | ---- | ---- | ---- | ---- |
| Dinamo Tbilisi         | –––– | 2-0  | 3-3  | 3-2  | 3-3  | 5-0  | 8-0  | 4-0  | 4-0  | 1-0  | 6-0  | 5-1  | 2-0  | 6-0  | 2-0  | 8-2  |
| Kolkheti-1913 Poti     | 2-0  | –––– | 3-2  | 0-1  | 3-2  | 6-1  | 7-0  | 1-1  | 4-0  | 1-0  | 4-0  | 1-1  | 7-0  | 6-2  | 4-0  | 1-0  |
| Dinamo Batumi          | 0-1  | 1-0  | –––– | 3-0  | 3-1  | 1-0  | 4-1  | 5-0  | 2-0  | 4-1  | 4-0  | 1-0  | 7-0  | 3-0  | 6-0  | 4-0  |
| Merani-91 Tbilisi      | 0-0  | 4-0  | 0-0  | –––– | 3-1  | 2-1  | 4-0  | 1-0  | 0-0  | 4-1  | 2-1  | 4-2  | 0-0  | 3-1  | 5-0  | 4-1  |
| Torpedo Kutaisi        | 2-4  | 1-4  | 3-2  | 2-0  | –––– | 4-1  | 5-2  | 5-0  | 1-1  | 4-3  | 3-1  | 1-1  | 3-0  | 3-0  | 6-1  | 3-0  |
| Odishi Zugdidi         | 1-3  | 4-1  | 1-3  | 0-2  | 5-0  | –––– | 3-1  | 2-1  | 2-0  | 5-1  | 2-1  | 2-0  | 4-2  | 2-1  | 3-0  | 3-1  |
| Margveti Zestap'oni    | 0-6  | 0-1  | 1-3  | 3-0  | 2-0  | 1-2  | –––– | 2-1  | 4-0  | 3-0  | 2-1  | 0-0  | 2-0  | 4-1  | 3-0  | 1-2  |
| Dila Gori              | 0-1  | 1-0  | 0-0  | 1-2  | 3-2  | 2-0  | 4-3  | –––– | 1-0  | 2-0  | 3-1  | 2-1  | 0-0  | 1-0  | 3-0  | 0-0  |
| Sioni Bolnisi          | 1-2  | 0-3* | 3-0  | 1-1  | 2-4  | 1-0  | 4-1  | 0-0  | –––– | 1-1  | 0-0  | 2-0  | 2-1  | 5-1  | 2-0  | 3-1  |
| Met'alurgi Rustavi     | 2-6  | 2-4  | 0-1  | 0-1  | 3-1  | 5-2  | 2-1  | 1-0  | 2-0  | –––– | 2-1  | 3-0  | 1-2  | 2-0  | 3-0  | 2-0  |
| Samgurali Ts'q'alt'ubo | 0-1  | 0-0  | 2-2  | 1-1  | 2-1  | 2-1  | 4-1  | 2-1  | 1-0  | 3-0  | –––– | 1-1  | 1-0  | 2-1  | 3-1  | 0-1  |
| STU Tbilisi            | 1-3  | 0-2  | 1-1  | 1-2  | 2-2  | 3-1  | 0-0  | 1-1  | 0-1  | 0-0  | 5-0  | –––– | 4-0  | 2-0  | 2-0  | 3-1  |
| Guria Lanchkhuti       | 1-4  | 0-1  | 0-5  | 0-1  | 2-0  | 2-0  | 3-1  | 3-2  | 1-0  | 5-4  | 1-2  | 0-1  | –––– | 2-2  | 3-0  | 1-0  |
| Samt'redia             | 0-2  | 0-0  | 0-0  | 1-0  | 3-1  | 2-1  | 0-2  | 1-0  | 1-0  | 1-0  | 4-1  | 2-2  | 1-2  | –––– | 2-1  | 3-1  |
| Kakheti Telavi         | 2-5  | 1-3  | 1-1  | 1-0  | 1-2  | 4-2  | 0-1  | 1-0  | 2-0  | 2-0  | 3-2  | 0-1  | 4-2  | 1-0  | –––– | 1-0  |
| Iveria Khashuri        | 0-1  | 2-6  | 0-0  | 3-4  | 1-4  | 0-0  | 1-2  | 0-0  | 0-0  | 2-3  | 0-0  | 2-1  | 2-0  | 2-1  | 0-2  | –––– |

L'asterisco indica partita data persa 0-3 a tavolino.